# Немски дог
Немският дог е порода куче. Те са най-големите кучета в Европа. Има няколко вида немски догове – пясъчен, арлекин и тигров. Живеят до 10– 13 години. Достигат височина от 65–95 сантиметра и тежат от 45 до 100 килограма. Имат деликатен характер и изискват много грижи, особено по отношение на храната през първите 3 години. Принадлежат към категорията кучета-пазачи.

## История на породата
За предшественици на настоящия дог се приемат Bullenbeisser (булдог), а също и Hatz-and Sauruden (ловни кучета за диви прасета), които са били среден вариант между силния мастиф от английски тип и бързата и сръчна хрътка. Под наименованието Dogge първоначално се е разбирало голямо, мощно куче, без определена порода. По-късно специални имена като „улмски дог“ (по името на град Улм в Германия), „английски дог“, „датски дог“, Hatzrude (ловно куче), Saupacker (преследвач на диви свине) и Grosse Dogge (голямо куче), са класифицирали тези кучета според големината и цвета им.
През 1878 г. в Берлин е основан седемчленен комитет, съставен от активни развъдчици и съдии, председателстван от д-р Bodinus, който комитет взел решение да класифицира всички гореизброени варианти като „немски догове“. Така била поставена основата на развъждането на нова немска порода.
През 1880 г., по повод на една изложба в Берлин, бил съставен и първият стандарт за немския дог. За поддържането на този стандарт според изискванията на МФК от 1888 г. се грижи Клубът на немския дог.